# Franz Xaver Brückner
Franz Xaver Brückner (ur. 25 września 1987 w Prien am Chiemsee) – niemiecki aktor teatralny, telewizyjny i filmowy.

## Wybrana filmografia
- 2005: Wer früher stirbt ist länger tot jako Franz Schneider
- 2008: Stoliczku, nakryj się (TV) jako Emil Klopstock
- 2009: Górski lekarz (Der Bergdoktor) jako Cedric Biller
- 2010: Föhnlage. Ein Alpenkrimi jako Markus Haraßer
- 2011: Klarer Fall für Bär - Gefährlicher Freundschaftsdienst jako Wastl
- 2011: Föhnlage. Ein Alpenkrimi (TV) jako Markus Haraßer
- 2014: Mroczna dolina (Das finstere Tal) jako Franz
- 2015: Górski lekarz (Der Bergdoktor) jako Nico
- 2017: Tatort: Land in dieser Zeit (Miejsce zbrodni)
- 2018: Inga Lindström: Druga córka (Inga Lindström: Die andere Tochter, TV) jako Tom